# Myiagra azureocapilla
Myiagra azureocapilla е вид птица от семейство Monarchidae.

## Разпространение
Видът е разпространен във Фиджи.